# Ruf Turbo R
La RUF Turbo R est une supercar produite par le préparateur allemand RUF depuis 1998. Elle est basée sur la Porsche 911 (993).

Elle est équipée d’un flat 6 bi-turbo de la 911 Turbo.

## Caractéristiques techniques
|                             | Ruf Turbo R (1998)    | Ruf Turbo R (2018)    |
| Moteur                      | 6 cylindres à plat    | 6 cylindres à plat    |
| Alimentation                | Bi-turbo              | Bi-turbo              |
| Cylindrée (cm³)             | 3 600                 | 3 600                 |
| Puissance maxi              | 490 ch (360 kW)       | 620 ch (462 kW)       |
| Couple maxi                 | 650 N m à 4500 tr/min | 750 N m à 4500 tr/min |
| Norme environnementale      | Euro 2                | Euro 6                |
| Transmission                | Intégrale             | Intégrale             |
| Boite de vitesses           | Manuelle à 6 rapports | Manuelle à 6 rapports |
| Vitesse maxi                | 330 km/h              | NC                    |
| 0-100 km/h                  | 3,6                   | NC                    |
| Consommations (en L/100 km) | NC                    | NC                    |
| Émissions de CO2 (en g/km)  | NC                    | NC                    |
| Capacité du réservoir       | NC                    | NC                    |
| Masse à vide (kg Eu)        | 1 340                 | 1 340                 |